# Plac Nowy Targ (Wrocław)
De Plac Nowy Targ (Duits: Neumarkt) is een marktplein in de Poolse stad Wrocław, tot 1945 Breslau. De markt is samen met de Zoutmarkt en de Grote Ring een van de drie historische marktpleinen van de binnenstad.

## Geschiedenis
Het is een van de oudste pleinen van de stad en werd in 1214 voor het eerst vermeld. In de vijftiende eeuw werd er aan de zuidkant een klooster gebouwd. In het midden van het plein werden in 1732 de Neptunbrunnen geplaatst. Tot 1909 was er een wekelijkse markt. Aan het einde van de Tweede Wereldoorlog werd het plein bijna volledig verwoest. Slechts twee gebouwen, waaronder het Gemeindeamt aan de zuidkant bleven bewaard. Ook de Neptunbrunnen werden verwoest.
Na de oorlog werd de stad Pools en in de jaren zestig werd de markt modern heropgebouwd met typische woonblokken die niet meer herinnerden aan de historische gebouwen die er eenst stonden.

## Afbeeldingen

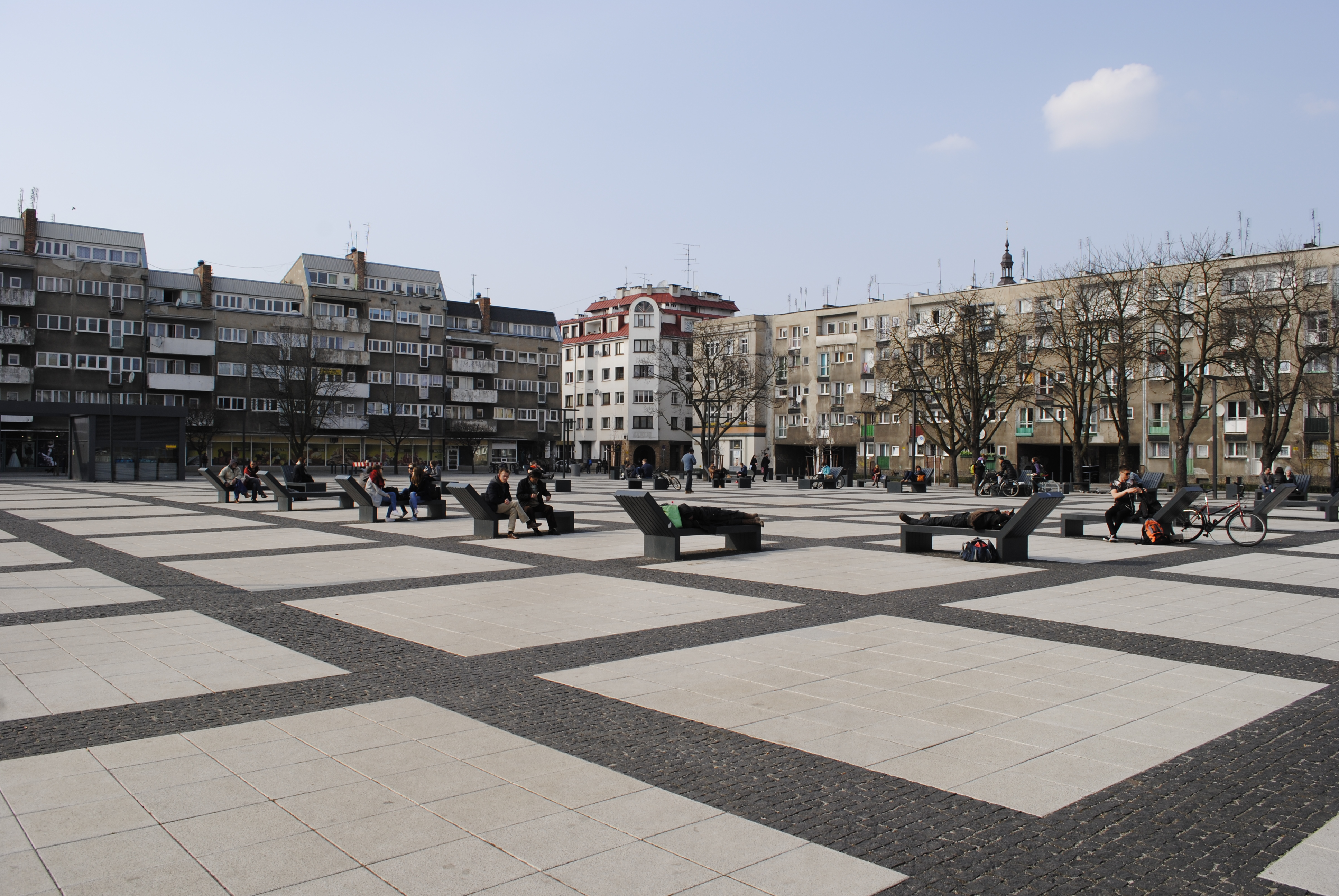
Markt in 2015
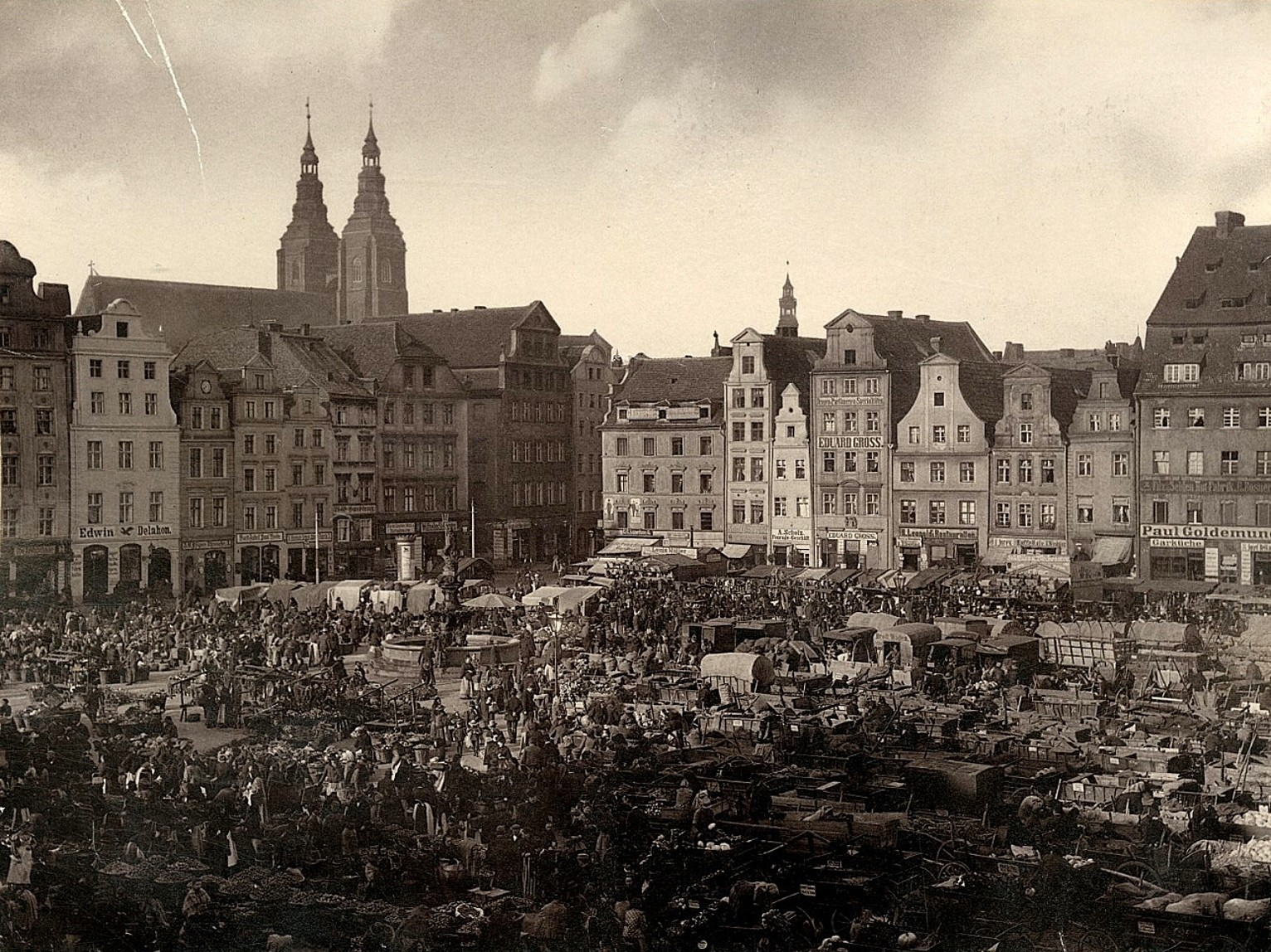
Markt in 1890
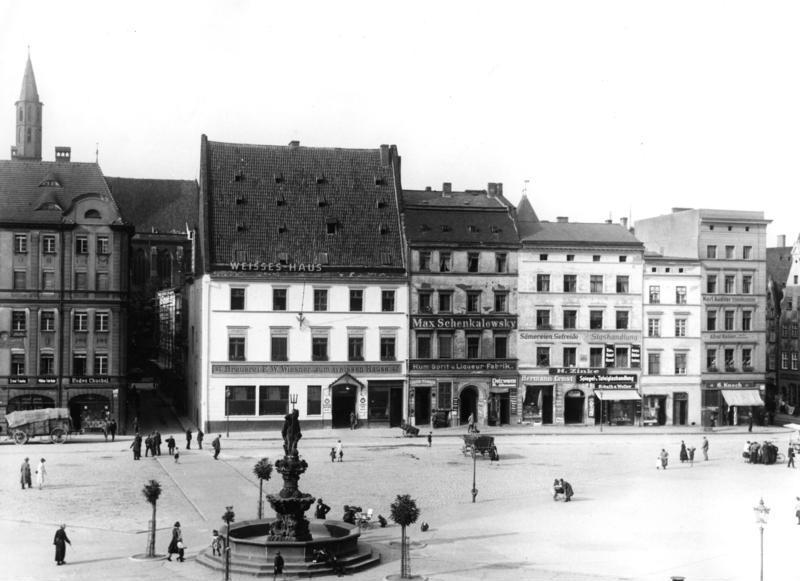
Markt in 1945
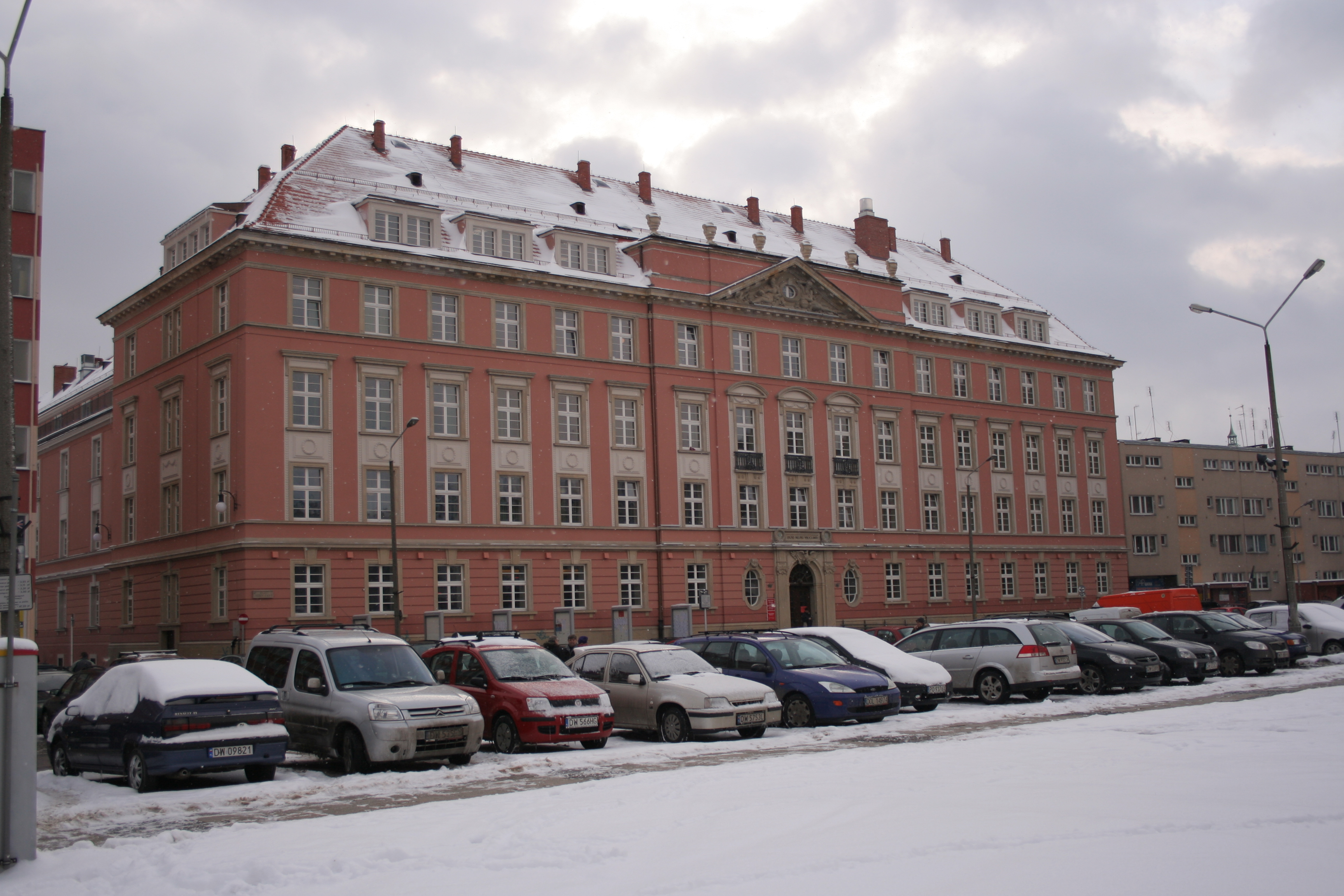
Zuidkant markt